# Шахматы в искусстве
Шахматы играют важную роль во многих произведениях литературы, кинематографа, в изобразительном искусстве (в частности, в живописи) и других направлениях искусства.

Мама, я чемпион! (Шахматы)

Помимо огромного числа произведений, где игра в том или ином виде упоминается вскользь, существуют и такие, в которых шахматы являются основой сюжета, или играют важную роль в какой-то его части, или просто заметно выделяются автором.

## Изобразительное искусство

### Живопись
| Название                                                                                      | Авторы                                | Жанр                                    | Даты              | Роль шахмат в сюжете |
| --------------------------------------------------------------------------------------------- | ------------------------------------- | --------------------------------------- | ----------------- | --- |
| «Визит Понтициана к Святым Августину и Алипию»                                                | Николо ди Пьетро                      | Панель из алтарной пределлы             | между 1413 и 1415 | Святой Августин изображён за шахматной партией со своим другом Святым Алипием. Их общий знакомый читает вслух Послания апостола Павла. |
| «Шахматисты»                                                                                  | Неизвестен                            | Витраж                                  | около 1450        | Французский витраж середины XV века, допускающий различные, даже двусмысленные толкования изображения. Изображает мужчину и женщину, играющих в шахматы. Выигрывает мужчина. |
| «Большой Сад любви с шахматистами»                                                            | Мастер M. S.                          | Гравюра                                 | 1460—1467         | Сцена в Саду любви, вызывающая споры искусствоведов о трактовке изображения. |
| «Шахматисты»                                                                                  | Либерале да Верона (?)                | Панель из панно кассоне                 | около 1475        | Изображена сцена из неизвестного рыцарского романа. За шахматной доской нестандартного размера юноша и девушка, проигравшая партию. |
| «Смерть, играющая в шахматы»                                                                  | Альбертус Пиктор                      | Фреска                                  | около 1480        | Фреска в церкви Тёбю (диоцез Стокгольма, Швеция) изображает шахматный поединок человека со Смертью. |
| «Нравоучительная книга о шахматах любви»                                                      | Робине Тестар                         | Манускрипт                              | между 1496 и 1498 | Манускрипт, выполненный для графини Луизы Савойской. Изображает сцену игры в шахматы графини с придворным. Шахматная доска размером 5 х 5 клеток. |
| «Игра в шахматы»                                                                              | Лукас ван Лейден                      | Картина                                 | около 1508        | Изображает игру в редкую разновидность шахмат — курьерские (были популярны в Северной Европе в XVI—XVII веках наряду с традиционными, отличительные особенности: доска 8х12 и добавление новых фигур: епископ, шут, мудрец). |
| «Игра в шахматы»                                                                              | Джулио Кампи                          | Картина                                 | между 1530 и 1532 | В шахматы в присутствии родственников играют жених и невеста. В толпе художник изобразил себя и своего отца. |
| «Шахматисты»                                                                                  | Парис Бордоне                         | Картина                                 | между 1540 и 1545 | Портрет двух представителей интеллектуальной элиты, разыгрывающих партию в шахматы на лоне природы и на фоне фантастического портика. |
| «Курфюрст Иоганн Фридрих Великодушный играет в шахматы с испанским дворянином»                | Антонис Мор или Ян Корнелизон Вермеен | Картина                                 | 1548              | Иоганн Фридрих во время своего заключения в Брюсселе играет с испанским капитаном своей охраны. Он получил письмо, в котором сообщалось, что приговорён к смерти. Курфюрст продолжил игру, не обращая внимания на известие. |
| «Герцог Альбрехт V и его жена Анна за игрой в шахматы»                                        | Ганс Милих                            | Миниатюра                               | 1555              | Герцогиня Анна одерживает победу над своим мужем Альбрехт V Баварским в шахматной партии в присутствии большого числа удивлённых придворных. |
| «Портрет сестёр художницы, играющих в шахматы»                                                | Софонисба Ангвиссола                  | Картина                                 | 1555              | Сёстры художницы Лючия и Минерва играют в шахматы, младшая сестра (Европа) и служанка наблюдают за партией. |
| «Портрет Эдварда Виндзора и его семьи»                                                        | Мастер графини Уорик ?                | Картина                                 | 1568              | Изображена семья Эдварда Виндзора, 3-й барона Виндзора (1532—1574). Двое мальчиков играют в шахматы. Старший ставит мат в два хода. |
| «Игроки в шахматы»                                                                            | Лодовико Карраччи                     | Картина                                 | 1590              | Картина отмечена глубиной психологизма и тонкой игрой света и тени. |
| «Бен Джонсон и Уильям Шекспир»                                                                | Исаак Оливер или Карел ван Мандер     | Картина                                 | 1603              | Английские драматурги играют в шахматы. У Бена Джонсона большой материальный перевес, но Уильям Шекспир ставит ему мат в один ход. |
| «Игроки в шахматы»                                                                            | Круг Караваджо                        | Картина                                 | 1610              | Игра в шахматы на деньги в публичном доме или трактире. |
| «Натюрморт с шахматной доской»                                                                | Любен Божен                           | Картина                                 | 1630              | Шахматная доска символизирует (наряду с колодой карт) мирские интересы в противоположность божественному началу. |
| «Марс и Венера играют в шахматы»                                                              | Алессандро Варотари                   | Картина                                 | 1630/1640         | Необычная шахматная трактовкой античного мифа о любви Марса и Венеры |
| «Шахматист»                                                                                   | Ян де Брай                            | Рисунок пером из альбома Liber Amicorum | 1661              | Изображает редкую разновидность шахмат — курьерские. Содержит ироничную надпись, комментирующую одиночество изображённого персонажа. |
| «Шахматисты»                                                                                  | Корнелис де Ман                       | Картина                                 | около 1670        | Жанровая сценка из жизни голландского среднего класса. Шахматная позиция на картине — головоломка для зрителя. |
| «Портрет Уильяма Эрла Уэлби и его первой жены, Пенелопы, играющих в шахматы на фоне занавеса» | Фрэнсис Котс                          | Картина                                 | 1769              | Картина продана в Лондоне за рекордные £ 457 250 ($ 717 425) на аукционе Кристис 3 июля 2012 года. Отличается не только блестящим исполнением, но и интригует небанальной трактовкой сюжета. |
| «Вольтер, играющий в шахматы с отцом Адамом»                                                  | Жан Юбер                              | Картина                                 | 1770/1775         | Сцена в усадьбе Ферне: В шахматы играют французский философ и его приживал иезуит отец Адам, за партией наблюдают личный секретарь и литературный агент Вольтера Жан-Луи Ваньер и сам художник Жан Юбер. |
| «Густав Бадин за партией в шахматы»                                                           | Густаф Лундберг                       | Картина                                 | 1775              | Адольф Людвиг Густав Фредрик Альберт Бадин (1747 или 1750—1822) — шведский политик, первоначально был чернокожим рабом с Виргинских островов, затем — шведский придворный и мемуарист, дворецкий королевы Швеции Луизы Ульрики, а затем принцессы Софии Альбертины Шведской. |
| «Придворные дамы, играющие в шахматы»                                                         | Неваши Лал (?)                        | Гуашь                                   | мнжду 1780 и 1800 | Сцена в гареме аристократа индийского княжества Ауд. |
| «Портрет доктора де С., играющего в шахматы со Смертью»                                       | Реми-Фюрси Дескарсен                  | Картина                                 | 1793              | Некий доктор С. обыгрывает пришедшую к нему Смерть в шахматы. Художник был казнён якобинцами и не успел закончить картину. |
| «Портрет мисс Хетти и Мэри Моррис»                                                            | Гилберт Стюарт                        | Картина                                 | 1795              | Первая картина американской станковой живописи, изображающая игру в шахматы. |
| «Шахматисты»                                                                                  | Джеймс Норткот                        | Картина                                 | 1807              | Загадочное изображение трёх персонажей (два из них играют в шахматы), один из которых принадлежит к иной эпохе, на фоне театрализованных декораций, допускающее различные толкования |
| «Партия в шахматы во дворце Фосс в Берлине»                                                   | Иоганн Эрдман Хуммель                 | Картина                                 | 1818/1819         | Картина представляет сцену из повседневной жизни шахматного клуба на Вильгельмштрассе. Местом проведения является дворец Фосс, где собирался шадовский шахматный клуб. Изображены его члены — представители интеллектуальной элиты Пруссии начала XIX века. |
| «Кан Гао, китаец из Кайенны»                                                                  | Пьер-Луи Делаваль                     | Картина                                 | 1821              | Французский художник с удивлением и восхищением зарисовал на своей картине подобный комплект фигур, привезённый китайцем Кан Гао среди своих личных вещей в Париж; этот комплект детально воспроизводит внешность воинов древней индийской армии. Если в Европе шахматные фигуры подверглись в XIX веке стандартизации и значительной стилизации, то в Азии они в это время сохранили свой первоначальный вид и широкое разнообразие формы. |
| «Миранда играет в шахматы с Фердинандом, шутливо обвиняя его в обмане»                        | Жилло Сент-Эвр                        | Картина                                 | 1822              | Картина на сюжет из V Акта «Бури» Уильяма Шекспира поразила современников мастерским созданием мистической атмосферы, окружающих влюблённых дочь волшебника и сына короля Неаполя, играющих в шахматы. |
| «Арабы, играющие в шахматы»                                                                   | Эжен Делакруа                         | Картина                                 | 1847—1848         | Эпизод, навеянный воспоминаниями о посещении Северной Африки. |
| «Визит Лессинга и Лафатера к Мозесу Мендельсону»                                              | Мориц Даниэль Оппенгейм               | Картина                                 | 1856              | Изображает воображаемую встречу между философом и богословом Мозесом Мендельсоном (1729—1786), драматургом и литературным критиком Готхольдом Эфраимом Лессингом (1729—1781) и богословом, основателем криминальной антропологии и поэтом Иоганном Каспером Лафатером (1741—1801). Мендельсон и Лессинг — постоянные партнёры в шахматы, поэтому на столе недоигранная партия.                                                              |
| «Шах!»                                                                                        | Жан-Жорж Вибер                        | Картина                                 | XIX век           | Художник изобразил кардинала Жозефа Феша (дядю Наполеона), играющего в шахматы с Наполеоном Бонапартом и одерживающего победу над ним. |
| «Детская задача»                                                                              | Ричард Дадд                           | Акварель                                | 1857              | Акварель несостоявшегося серийного убийцы, пациента психиатрической лечебницы Бедлам и одновременно одного из выдающихся английских художников XIX века. Загадочный сюжет включает в себя мат в два хода, изображённый на шахматной доске в центре композиции. |
| «Шахматисты»                                                                                  | Оноре Домье                           | Картина                                 | между 1863 и 1868 | Картина изображает представителей двух разных поколений, играющих в шахматы. |
| «Сцена из домашней жизни русских царей»                                                       | Вячеслав Шварц                        | Картина                                 | 1865              | На картине предстаёт царь Алексей Михайлович, играющий в шахматы с боярином. Любимым развлечением государя была игра в шахматы (и другие близкие им настольные игры: тавлеи, саки…) |
| «Леди Хау ставит мат Бенджамину Франклину»                                                    | Эдвард Харрисон Мэй                   | Картина                                 | 1867              | Картина англо-американского художника изображает драматическое событие, предшествовавшее началу войны за независимость английских колоний в Северной Америке — последнюю попытку примирения, которую инициировала леди Каролина Хау, встретившись с дипломатическим представителем колоний Франклином под предлогом игры в шахматы. |
| «Альмеи, играющие в шахматы»                                                                  | Жан-Леон Жером                        | Картина                                 | 1870              | Эпизод, навеянный воспоминаниями о посещении Египта. Главная героиня — альмея (египетский аналог гейши). |
| «Фердинанд и Миранда играют в шахматы»                                                        | Люси Мэдокс Браун                     | Картина                                 | 1871              | Художница изобразила своего будущего мужа в образе волшебника Просперо на картине на сюжет пьесы Шекспира, где в аллегорической форме изображены члены семейства Браунов (отец, сводные брат и сестра) и сложные отношения, существовавшие между ними. |
| «Сцена при дворе Кристиана VII»                                                               | Кристиан Цартман                      | Картина                                 | 1873              | Картина, действие которой происходит в 1772 году, изображает датского короля Кристиана VII, страдавшего тяжёлой формой шизофрении, проявлявшейся в приступах садизма и мазохизма, а также играющих в шахматы его жену и её любовника Иоганна Фридриха Струэнзе (незадолго до его ареста и казни). |
| «Игра в шахматы на террасе»                                                                   | Шарль Барг                            | Картина                                 | 1883              | Картина изображает сценку из эпохи рококо и Просвещения. Нарядно одетые аристократы играют в шахматы на лоне природы. |
| «Шахматный турнир при дворе короля Испании»                                                   | Луиджи Муссини                        | Картина                                 | 1883              | Картина изображает Мадридский турнир 1575 года, проведённый по инициативе испанского короля Филиппа II во дворце Эскориал, с участием лучших шахматистов Испании и Италии. |
| «Игра в шахматы»                                                                              | Джон Сингер Сарджент                  | Картина                                 | 1907              | Картина изображает отдых друзей американского художника (возможно, его слугу и племянницу) в гористой местности Северной Италии, они одеты в восточные костюмы и играют в шахматы. |
| «Сам с собою, или Игра в шахматы»                                                             | Григорий Мясоедов                     | Картина                                 | 1907              | Искусствоведы предполагают, что это портрет реального шахматного мастера — А. Д. Петрова (1799—1867) или С. С. Урусова (1827—1897). |
| «Шахматистки»                                                                                 | Джон Лавери                           | Картина                                 | 1929              | Картина изображает дочерей барона Роберта де Вальдена, играющих в шахматы. На доске мат в два хода. |

## Кинематограф
- «Шахматная горячка» (кинокомедия, 1925) — фильм, снятый во время Московского международного турнира 1925 года. В сюжете обыгрывается всеобщее увлечение шахматами в СССР тех лет. Роль одного из главных героев — Капабланки, — сыграл сам Капабланка, участвовавший в турнире. Постановщики пригласили чемпиона мира сыграть самого себя, он с удовольствием согласился.
- «Седьмая печать» (1957) — главный герой играет в шахматы со Смертью ради отсрочки своей смерти.
- «Семь шагов за горизонт» (научно-популярный фильм, 1968) — документальные кадры сеанса одновременной игры в шахматы на 10 досках вслепую в исполнении Михаила Таля.
- «Гроссмейстер» (1972, реж. Сергей Микаэлян) — перипетии спортивной судьбы советского претендента на мировую корону.
- «Женщина в красных сапогах» (1974, реж. Луис Бунюэль) — партия в придуманные трёхуровневые шахматы является частью сложного психологического поединка главных героев фильма.
- «Весёлое сновидение, или Смех и слёзы» (1976) — фильм-сказка о пионере из 5 «Б», заядлом любителе шахмат Андрюше Попове, которому в ночь перед игрой с гроссмейстером Карповым снится сон, где он попадает в страну игр во главе со всешахматным королём Унылио VII.
- «Шахматисты» (1977) — фильм рассказывает о неразлучных друзьях, которые так одержимы игрой шатрандж (шахматы), что не обращают внимания на захват княжества Ауда Ост-Индской компанией. Отказавшись от своих семей и обязанностей, они скрываются в деревне, играя в шахматы.
- «Черное и белое, как ночи и дни[англ.]» (1978) — фильм рассказывает о Томасе Розенмунде, с юных лет посвятивший себя шахматам, однако из-за нервного срыва он решает навсегда уйти из шахмат. Став взрослым он заново становится одержимым встретиться с чемпионом мира.
- «Белый снег России» (1980, Экранизация романа Александра Котова «Белые и чёрные») — фильм рассказывает о судьбе четвёртого чемпиона мира по шахматам Александра Алехина в один из наиболее трагических периодов его жизни.
- «Диагональ слона» (1984, Франция) — описание борьбы за мировую шахматную корону.
- «Капабланка» (1986, СССР) — о Капабланке и его отношениях с Советской Россией.
- «Ход конём» (1992) — во время международного шахматного турнира, проводившегося на небольшом острове, кто-то убивает молодых женщин. Подозреваемым становится лидер турнира Питер Сэндерсон. Полиция пытается решить задачу не менее сложную, чем разыгрываемые партии. А убийца тем временем дразнит Сэндерсона, подсовывая с каждой жертвой загадки, которые чемпион должен расшифровать.
- «В поисках Бобби Фишера» (1993, экранизация одноимённой книги Фреда Вайцкина) — фильм повествует реальную историю о детских годах известного шахматиста Джошуа Вайцкина (Померанц) и о том, в каких условиях начиналась его карьера.
- «Да здравствует королева[англ.]» (1995) — история о юной девочке, которой очень хочется научиться играть в шахматы, но игра кажется ей слишком сложной. Тогда одноклассник сочиняет для неё историю про чудесный дворец и сказочную королеву. Воображение переносит Сару в сказку, и она оказывается очень способной ученицей.
- «Защита Лужина» (2000) — фильм рассказывает историю гроссмейстера Александра Лужина, который приезжает в итальянский городок на международный турнир по шахматам.
- «Револьвер» (2005) — шахматы играют роль полигона для представления психологии человека, его действий, слабостей в ситуации, когда есть соперничество, игра, риск и две или более противоборствующих сторон.
- «Рыцари Южного Бронкса» (2005) — герой фильма, потеряв престижную работу, идёт на время работать в начальную школу, где знакомит учащихся с игрой в шахматы. Ученики настолько воодушевляются игрой, что в конечном итоге хотят участвовать в национальном чемпионате.
- «Михаил Таль - жертва королевы» (2006, Марина Орлова) — документальный фильм, рассказывающий о гениальном восьмом чемпионе мира по шахматам. Описывается его спортивная карьера и драма личной жизни.
- «Шахматистка» (2009, Каролин Боттаро, Бертина Хенрикс) — фильм рассказывает историю скромной горничной гостиницы, как случайное увлечение шахматами сильно меняет её жизнь.
- «Бобби Фишер против всего мира» (2011) — документальный фильм-биография американского чемпиона мира по шахматам Бобби Фишера с детства и до самой смерти.
- «Бруклинская рокировка» (2012) — документальный фильм о победах и поражения учеников средней школы 318 и их учителя шахмат Элизабет Шпигель в Бруклине, Нью-Йорк.
- «Ход конём» (кинокомедия 2013, Армения, Казахстан) — ?
- «Компьютерные шахматы[англ.]» (2013) — история о том, как соревнование программистов, создающих компьютерные шахматы, вышло из-под контроля.
- «Жизнь короля[англ.]» (2014) — герою фильма после выхода из тюрьмы приходится работать уборщиком в школе. Желая чем-нибудь занять ребят, он начинает учить их игре в шахматы.
- «Игра в жизнь[англ.]» (2014) — фильм рассказывает историю 10-летней школьницы из Нью-Йорка, которая решает однажды научиться играть в шахматы.
- «Тёмная лошадка[англ.]» (2014) — фильм основан на реальной истории Генезиса Потини, новозеландского шахматиста, страдавшего тяжелым биполярным расстройством.
- «Турнир[англ.]» (2015) — фильм рассказывает о талантливом 22-летнем шахматисте Каль Фурнье, которому предстоит сразиться с никому неизвестным девятилетним вундеркиндом.
- «Жертвуя пешкой» (2015, США) — фильм рассказывает об американском гроссмейстере, одиннадцатом чемпионе мира Бобби Фишере.
- «Королева из Катве[англ.]» (2016) — фильм основан на реальной истории юной шахматистки Фионе Мутези, вышедшей из нищих районов Уганды. Голодная безграмотная девочка, загорается мечтой стать игроком мирового уровня.
- «Магнус» (2016) — документальный фильм о 16-м чемпионе мира по шахматам.
- «Шахматист» (2019, Франция) — реальная история юного шахматного гения Фахима, который вместе с отцом вынужденно покидает родной Бангладеш и находит убежище в Париже.
- "Чудо-ребëнок" (2017, США) - психологический триллер. Главные герои (психолог и девочка с паранормальными способностями) беседуют, играя в шахматы, когда решается судьба девочки.
- «Ход королевы» (так же «Ферзевый гамбит»; 2020) — сериал рассказывает историю шахматного вундеркинда-сироты Бет Хармон, которая стремится стать величайшим шахматистом мира.
- «Чемпион мира» (2021) — биографический фильм об Анатолии Карпове. В центре внимания — шахматный поединок 1978 года в Багио на титул чемпиона мира между А. Карповым и Виктором Корчным.

### В эпизодах
- «Новые похождения Кота в сапогах» (1958)
- «Из России с любовью» (1963) — в начале фильма чехословацкий шахматист Кронштейн (один из агентов организации «СПЕКТР») непринуждённо выигрывает решающую партию в финале Международного шахматного турнира в Венеции.
- «Джентльмены удачи» (комедия, 1971) — «Хмырь» (он же Гаврила Петрович Шереметьев) играет в шахматы со своим соперником на одежду[значимость факта?].
- «Коломбо: Самый опасный матч» (1973, реж. Эдвард М. Абромс) — гроссмейстер Эммет Клейтон боится проиграть титул чемпиона шахматисту из Польши, Томлину Дудеку. Накануне их матча Клейтон пытается убить его, но тяжело раненный Дудек всё-таки выживает. Отчаявшийся Клейтон планирует отравить своего соперника в больнице, прежде чем он сможет прийти в себя и дать показания лейтенанту Коломбо, расследующему это покушение на убийство.
- «Детский сад» (1983)
- «Если наступит завтра» (мини-сериал, 1986) — зкранизация одноимённого романа Сидни Шелдон. Во второй серии главная героиня сериала, не умеющая играть в шахматы, в сеансе одновременной игры с двумя гроссмейстерами на круизном лайнере обыгрывает их обоих.
- «Дерзкий» (1994)
- «Фламандская доска» (1994)
- «Гарри Поттер и философский камень» (2001) — в одной из сцен Гарри и Рон играют в «волшебные шахматы» («съедая» вражескую фигуру, фигура игрока буквально разносит её в щепки, управление осуществляется голосовыми командами). В дальнейшей сцене победа в увеличенной копии волшебных шахмат является условием к прохождению в комнату с философским камнем.
- «Башня из слоновой кости[англ.]» (2010)
- «Самый опасный человек» (2014, шпионская драма) — в эпизоде показана шахматная партия с комментариями и советами между основными героями фильма.
- «Мистер Робот» (драма, 2015 — н. в.) — шахматные партии показаны в нескольких эпизодах второго сезона.

## Мультфильмы
- «Шахматы» (1981) — история о том, как спортсмен Ерёма и его друг Фома участвовали в шахматном турнире.
- «Алиса в Зазеркалье» (мультфильм, 1982) — мультфильм Ефрема Пружанского по одноимённой сказке Льюиса Кэрролла.
- «Сейлор Мун» (аниме-сериал, 1993) — в 25-м эпизоде 2-го сезона тема шахмат проходит сквозь весь сюжет[значимость факта?].
- «Игра Джери» (короткометражный мультфильм Pixar Studios, 1997) — в парке Джери играет в шахматы сам с собой.
- «Code Geass: Lelouch of the Rebellion» («Код Гиасс: Восстание Лелуша») (аниме-сериал, 2007) — тема шахмат проходит сквозь сериал, перекликаясь с происходящими событиями; главный герой является первоклассным шахматистом.
- «Когда плачут чайки» (аниме-сериал, 2009) — главный герой постоянно сравнивает «переворот шахматной доски» со своей стратегией. Шахматы используются в оформлении опеннига и эндинга.
- «Last Exile» («Последний изгнанник») (аниме-сериал) — все эпизоды носят названия шахматных ходов, в сюжете герои часто играют в шахматную игру футуристического вида.
- «Смешарики», только в серии «Шахматы».
- «Ми-ми-мишки», только в серии «Шахматы».

## Музыка
- «Двухсерийная» (часть I «Подготовка», часть II «Игра») песня Владимира Высоцкого «Честь шахматной короны». В произведении в шуточно-пародийной форме обыгрывается матч за звание чемпиона мира по шахматам между Борисом Спасским и Робертом Фишером, состоявшийся в 1972 году в Рейкьявике.
- «Шахматы» (Chess) (Тим Райс и участники группы ABBA, мюзикл, 1984)